# واتکینس (آیووا)
واتکینس (به انگلیسی: Watkins) شهری در ایالت آیووا کشور ایالات متحده آمریکا است که جمعیت آن در سرشماری سال ۲۰۱۰ میلادی، ۱۱۸ نفر بوده‌است.